# Laetitia (mythologie)
Lætitia est la déesse romaine personnifiant la joie et le bonheur. C'est aussi la déesse mineure de la fertilité. Son nom vient du latin et signifie « joie ». Elle apparait au revers de différentes monnaies, principalement à partir du IIe siècle, tenant un collier dans la main droite et un sceptre dans la gauche.

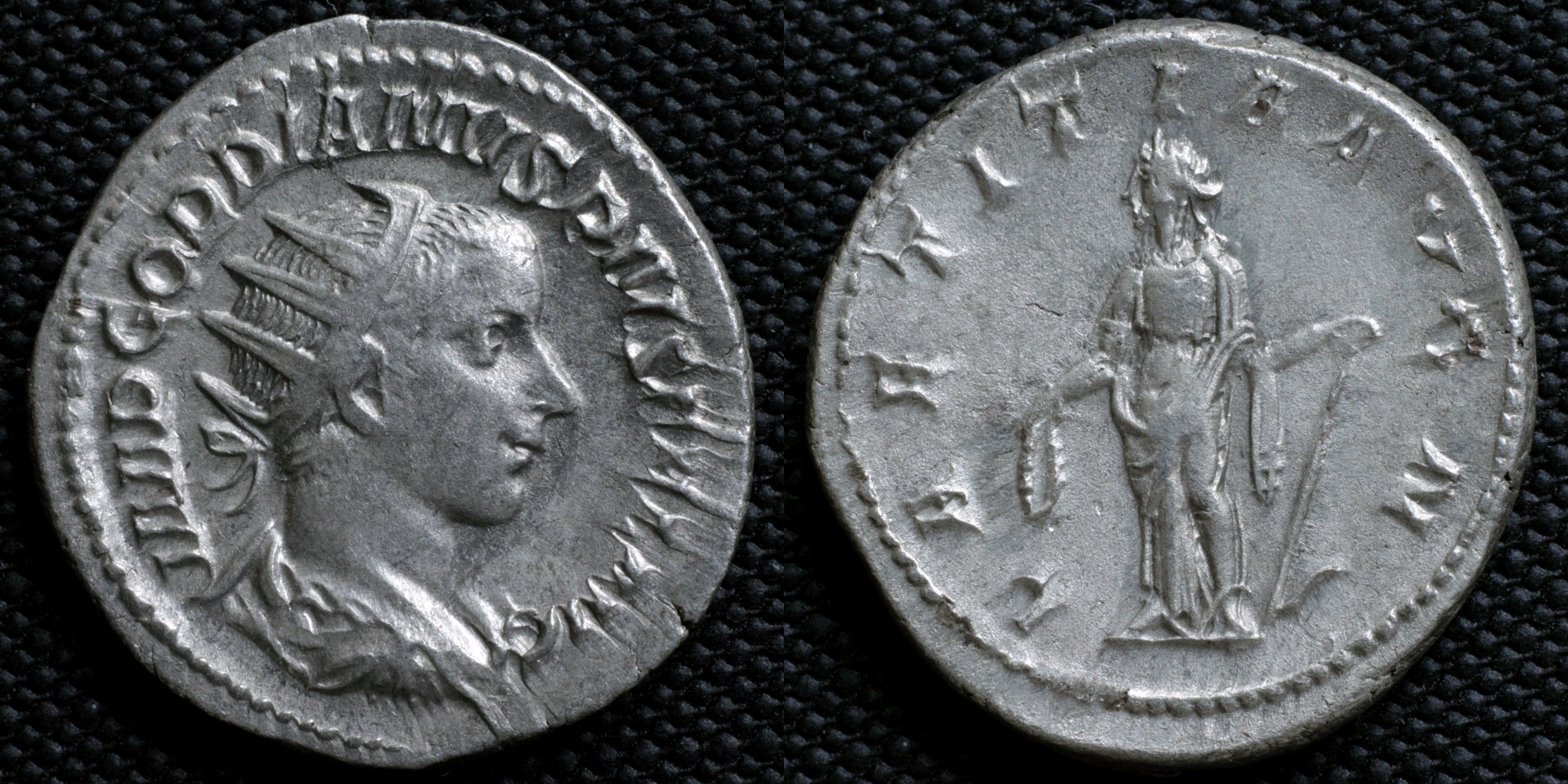
Monnaie du IIIe siècle à l'effigie de Gordien III, avec au revers la déesse Lætitia (LAETITIA AVG N).